# مراسم نام‌گذاری و غسل تعمید سلطنتی در سوئد
مراسم نامگذاری و غسل تعمید سلطنتی در سوئد

Dopvagga - Livrustkammaren - 6381

چه در گذشته و چه هم‌اکنون یکی از رویدادهای مهمی است که با تشریفات و توجه خاصی انجام می‌شود.

## زمان و مکان
بر اساس قانون سال ۱۶۸۶ کلیسا، کودک باید ظرف هشت روز بعد از تولد غسل داده شود. اولریکا الونورا و کارل XI فرزندانشان را دو بار غسل می‌دادند؛ بار اول بلافاصله بعد از تولد و بار دوم اندکی بعد و در طی تشریفاتی مفصل این کار را انجام می‌دادند.
در سال ۱۸۶۴ میلادی تصویب شد که غسل تعمید باید در ظرف شش هفته صورت بگیرد. اما کارل گوستاو شانزدهم در سال ۱۹۴۶ بعد از یازده هفته، غسل تعمید شد. حتی شاهزاده ویکتوریا، پرنس کارل فلیپ و پرنسس مادلینه در بین هفته‌های یازدهم و پانزدهم بعد از تولدشان غسل شدند. مراسم غسل سلطنتی در سوئد فقط شامل انجام تشریفات و سنتها نیست بلکه اعضای خاندان سلطنتی باید پایبندیشان به تعالیم چهار کتاب اول انجیل را اظهار کنند و گرنه حق تاج و تخت را از دست خواهند داد. به جز چند مورد، کلیسای قصر تنها جایی است که تمام افراد خاندان سلطنتی در آنجا غسل داده می‌شوند.

## لباسهای مراسم
رنگ نقره‌ای در کنار رنگ سفید از دیرباز در تشریفات سلطنتی سوئد جایگاه خاصی دارد. رنگ سفید مفهومی عمیق و سمبولیک در دین مسیحیت دارد. سفید نشانی از روشنی، بیگناهی و پاکی است. پارچه نقره‌ای هم برای پوشاندن بچه و هم برای سایه بان همراهانش در مراسم استفاده می‌شود.

## گهواره غسل کارل XI
در سال ۱۶۵۵ میلادی کارل XI گهواره‌ای را به عنوان هدیه از والدین مادرش دریافت کرد. این گهواره اکنون در موزه لیوروست کامارن در استکهلم قرار دارد. این تنها شئ موزه است که بر طبق رسم هنوز در مراسم غسل سلطنتی از آن استفاده می‌شود. آخرین بار از آن در ۲۲ می ۲۰۱۲ برای غسل تعمید پرنسس استیله استفاده شد. یک گهواره ویژه حمل شاهزاده‌ها از سال ۱۸۳۰ به بعد مورد استفاده قرار می‌گرفت. اما هنگامی که استیله به عنوان وارث تاج و تخت متولد شد گهواره کارل XI را از موزه خارج و برایش مورد استفاده قرار دادند.
گهواره از چوب طلاکاری شده ساخته شده و مجسمه‌هایی بر روی ان قرار دارند. تخت گهواره میان دوپایه آویزان بوده و گهواره با سر فرشتگان تزئین شده‌است.

## جام غسل نقره‌ای

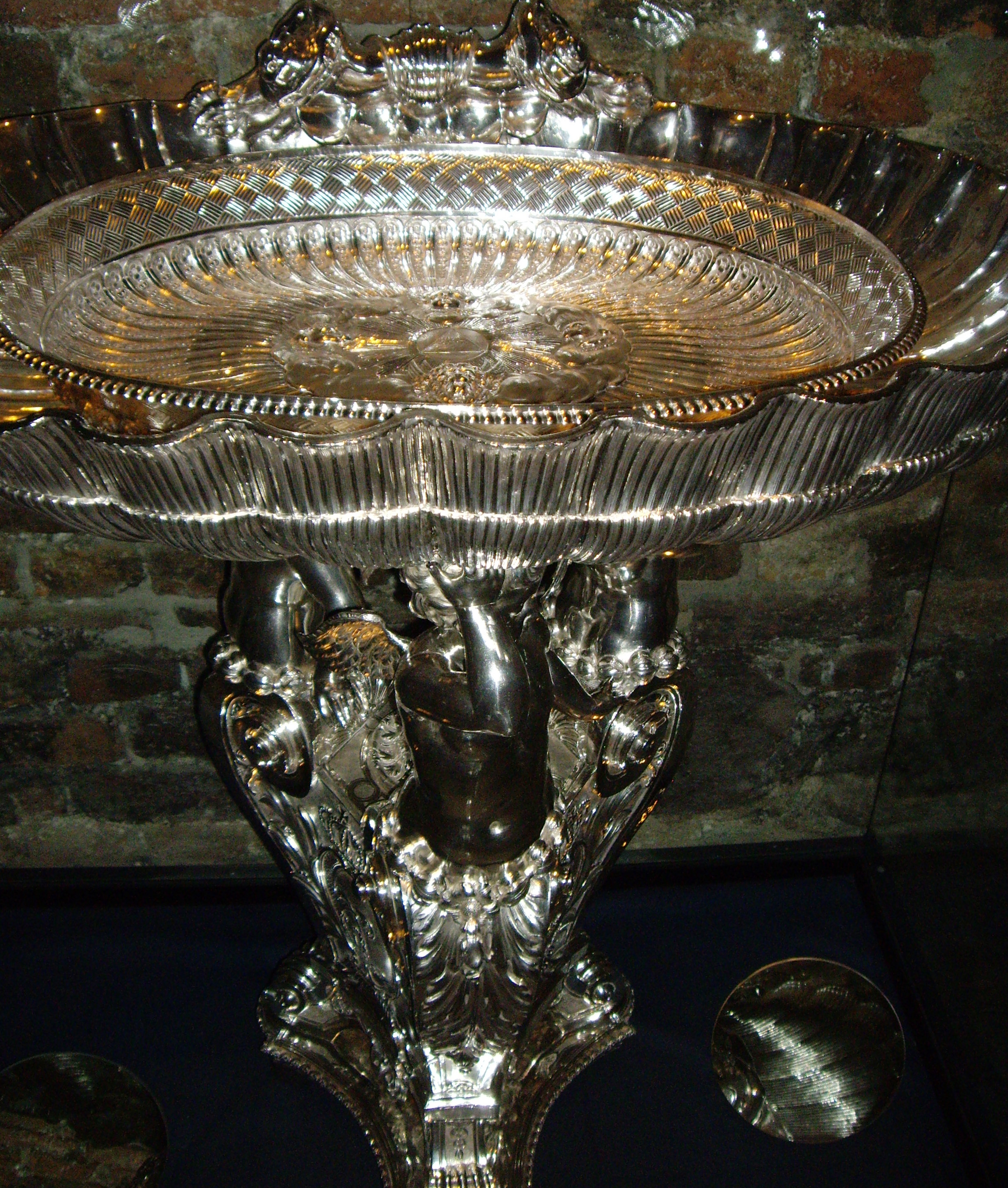
Jhwh dopfunt

جام غسل نقره‌ای که به آن جام غسل کارل XI نیز می‌گویند جهت غسل تعمید شاهزادگان در کلیسا مورد استفاده قرار می‌گیرد. برای اولین بار از ان برای غسل تعمید گوستاو سوم در سال ۱۷۴۶ و آخرین بار از آن برای غسل تعمید پرنسس استیله در سال ۲۰۱۲ استفاده شد.